# 113950 Donbaldwin
113950 Donbaldwin è un asteroide della fascia principale. Scoperto nel 2002, presenta un'orbita caratterizzata da un semiasse maggiore pari a 3,0049634 UA e da un'eccentricità di 0,0629674, inclinata di 12,16231° rispetto all'eclittica.